# Rhudara coralia
Rhudara coralia är en fjärilsart som beskrevs av Paul Thiaucourt 1996. Rhudara coralia ingår i släktet Rhudara och familjen tandspinnare. Inga underarter finns listade.